# اچ‌دی ۱۰۲۱۱۷
اچ‌دی ۱۰۲۱۱۷ یک ستاره است که در صورت فلکی قنطورس قرار دارد.